# (5837) Hedin
(5837) Hedin es un asteroide perteneciente al cinturón de asteroides, región del sistema solar que se encuentra entre las órbitas de Marte y Júpiter, más concretamente a la familia de Temis, descubierto el 24 de septiembre de 1960 por Cornelis Johannes van Houten en conjunto a su esposa también astrónoma Ingrid van Houten-Groeneveld y el astrónomo Tom Gehrels desde el Observatorio del Monte Palomar, Estados Unidos.

## Designación y nombre
Designado provisionalmente como 2548 P-L. Fue nombrado Hedin en homenaje a Sven Hedin, explorador de Asia Central, de origen sueco. En su apogeo había muchos puntos inexplorados en el planeta Tierra. Hedin realizó muchas expediciones y descubrió, entre otras cosas, la antigua ruta de la Seda a través de Asia, los desiertos de Takla Makan y Gobi, el lago Lop Nor y el río Tarim, así como las fuentes de los ríos Brahmaputra e Indo. Era reconocido, no solo por sus artículos científicos, sino también por sus artículos en general, interesantes para los legos.

## Características orbitales
Hedin está situado a una distancia media del Sol de 3,123 ua, pudiendo alejarse hasta 3,571 ua y acercarse hasta 2,675 ua. Su excentricidad es 0,143 y la inclinación orbital 2,182 grados. Emplea 2016,28 días en completar una órbita alrededor del Sol.

## Características físicas
La magnitud absoluta de Hedin es 13,1. Tiene 11,524 km de diámetro y su albedo se estima en 0,133. 